# Бёюк-Шор
Бёюк-Шор (азерб. Böyük-Şor) — одно из наиболее крупных озёр Азербайджана.
Расположено на Апшеронском полуострове на территории Бинагадинского, Сабучинского и Наримановского районов города Баку.
Объём воды — 0,0275 км³.

## Характеристики
Происхождение — реликтовое. Площадь — 16,2 км², объём — 27,5 млн м³. Высота над уровнем моря — 12,6 метра. Максимальная ширина озера составляет — 2 км, максимальная глубина — 2 м, средняя глубина — 1,3 м, длина береговой линии — 12 км. Вода солёная.

## История
В 1866 году вблизи озера был построен первый в Азербайджане резервуар для хранения и выпуска нефти.
В начале XX века близ южной части озера находился йодный завод товарищества на вере «А. А. Гадомский и К°».
В 1929 году в озеро по каналу Кешля стекались нефтепромышленные отходы. Начиная с 1970-х годов в озеро выбрасывались хозяйственно-бытовые и промышленные отходы.
В 2011—2015 годах на восточном берегу озера был возведён Бакинский олимпийский стадион.

## Электростанция
30 июля 2024 года на озере введена в эксплуатацию плавучая солнечная электростанция мощностью 100 кВт переменного тока.
95 кВт приходится на плавучую часть станции (FPV), 5 кВт — на наземную часть.
На электростанции присутствуют три блока панелей. В год планируется выработка 160 тысяч кВт⋅ч электроэнергии.

## Экология
Согласно оценкам международных экспертов, озеро Бёюк-Шор считается одним из самых загрязненных озёр. В 2014 году в связи со строительством близ озера Олимпийского стадиона началось осуществление очистки озера в рамках проекта по восстановлению и улучшению экологического состояния озёр Апшеронского полуострова. Проект экологического восстановления озера состоит из двух этапов. Первый этап был осуществлен в 2014—2015 годах, в течение которых было произведено восстановление территорий площадью почти 300 га, отделение и изоляция посредством плотины северной части участка, загрязненного нефтью. Плотина разделяет озеро на две части. 28 февраля 2014 года президент страны Ильхам Алиев ознакомился с проводимой работой по комплексному экологическому восстановлению озера Бёюк-Шор и прилегающих к нему территорий.
Второй этап восстановления и улучшения состояния озера начался в 2015 году и продолжился до 2020 года. В декабре 2018 года была открыта новая дорога Балаханы—Бинагади, которая проходит через плотину в озере Бёюк-Шор протяжённостью 1 570 метров.
6 июля 2020 года сброс сточных вод в озеро Бёюк-Шор вызвал распространение резкого запаха канализации в различных местах Баку — особенно в Бинагадинском (в 3-м, 7-м, 8-м, 9-м, вокруг Дарнагюля), Наримановском, Хатаинском районах из-за преобладающей высокой температуры и застойных погодных условий, наблюдавшихся в последние дни.
В озеро до сих пор без очистки сбрасываются сточные воды из близлежащих населенных пунктов и промышленных предприятий из-за отсутствия централизованной очистной системы. Специалисты министерства экологии и природных ресурсов провели мониторинг местности и взяли пробы из атмосферы. Заместитель начальника Национальной службы гидрометеорологии Васиф Алиев отметил, что согласно результатам, образцы зеленоватого цвета, имеют болотный запах, жесткость составляет 1,8, ион хлорида 15,5, ион аммония 5,3, ион сульфата превышает в 2,5 раза. В целом ионы превышают норму в 11,6 раз. Васиф Алиев отметил, что отходы, образовавшиеся во время пожара на фабрике «Sobsan», могли быть слиты в озеро Беюкшор, и исследования в связи с этим продолжаются.